# Kaisersturz
Kaisersturz ist ein deutscher Fernsehfilm des Regisseurs Christoph Röhl. Das Doku-Drama um die Abdankung Wilhelms II., des letzten Deutschen Kaisers und Königs von Preußen, wurde am 31. Oktober 2018 erstmals im ZDF gezeigt. Die Grundlage des Filmes bildet das Buch Kaisersturz – Vom Scheitern im Herzen der Macht des Historikers Lothar Machtan, der auch Berater des Films und Co-Autor des Drehbuchs ist.

## Handlung
Im Herbst 1918 brach in Deutschland die Novemberrevolution aus, die zum Sturz der Monarchie und zur Ausrufung der Republik führte. Der Film erzählt das Ringen um die Macht zwischen dem kaiserlichen Regime und den erstarkenden demokratischen Kräften bis zum 9. November 1918. Hauptfiguren sind Wilhelm II., seine Frau Auguste Viktoria, Friedrich Ebert und Max von Baden.

## Hintergrund
Der Film wurde vom 12. September 2017 bis zum 9. Oktober 2017 in Berlin, Kassel, Nürnberg und Potsdam gedreht. Im Neuen Palais in Potsdam, der Sommerresidenz des letzten Kaisers, wurden Aufnahmen im prachtvollen Grottensaal gemacht. Ein weiterer Drehort war der Bergpark Wilhelmshöhe in Kassel.
Die Premiere erfolgte am 1. Oktober 2018 auf dem Filmfest Hamburg.